# Capu d’Orto
Der Capu d'Orto ist ein markanter Berg und ein hervorragender Aussichtspunkt über dem Golf von Porto in Korsika mit einer Höhe von 1294 m. Der Ausblick umfasst neben dem Golf von Porto auch den Golf von Girolata.
Der Aufstieg erfolgt entweder von Piana oder von Ota aus und bietet fantasievolle Tafoni entlang des Weges.